# 岡崎二朗
岡崎 二朗（おかざき じろう、1943年12月26日 - ）は、日本の俳優である。鹿児島出身。明治学院大学中退。父親は亜細亜大学教授の倉岡克行。

## 来歴・人物
亜細亜大学教授の父が官吏をしていた満洲国に生まれる。東京桜町高等学校から亜細亜大学に進学し、在学中、松竹にスカウトされ、1963年公開の映画『あらくれ荒野』で桑野みゆきの相手役に起用された。その後、明治学院大学に入り直す。たまたま新宿の場末で一人で飲んでいた際、深作欣二の目にとまり、1964年封切りの映画『狼と豚と人間』でデビュー。これが切っ掛けで東映に入社。1965年公開の映画『おゝい雲！』は、主役を予定していた北大路欣也が舞台出演のスケジュールの調整がつかず、東映は鶴田浩二、高倉健に次ぐ、現代劇の主演スターが混迷状態にあり、思い切って岡崎を主役に抜擢した。精悍な風貌と爽やかなキャラクターで主人公の弟分役などで人気を博す。岡崎は「東映時代は青春スターといっても、劣等生の不良少年役が多かったですから。このあたりがボクのイメージとして固まってきつつあるのかも知れません」などと話した。1967年に東映から日活に移籍し、役柄はチンピラヤクザがほとんだったが、15本出た1969年夏に、日活が何でもかんでも東映のマネをする"マネマネ路線"に転換、ヤクザとお色気の題名から内容まで徹底的に東映作品のマネをした映画製作を決定したことで、岡崎にとっては東映の"不良性感度映画"で揉まれただけに追い風が吹き、1969年『夜の最前線 女狩り』で初主演。また『女番長 仁義破り』も準主役で、『夜の最前線 女狩り』ではカストロひげを生やし、ふんどし一丁で女を口説く役。また『女番長 仁義破り』では、フーテン嬢に凄まじいリンチを加えたり、ハレンチな役にも挑んだ。岡崎は「ボクはスターの妙なプライドなんか意識しません。やりがいのあるものであれば、新宿をふんどし一丁で走り回る芝居だってやりますよ。今は第二のチャンスだと思います！」と述べた。1967年に東映から日活に移籍後もその勢いは沈むことはなかった。しかし日活ロマンポルノの移行への難色から日活を去ることになり、テレビドラマに活動の中心を移してからはアクの強い悪役がメインとなる。
近年はVシネマの他、バラエティ番組にも出演。
梅宮辰夫のことを兄貴のように慕い、「スターとはどういう人間か」を教え込まれた。
息子の岡崎礼も一時期俳優として活動していた。
3度目の覚せい剤の事件で干されていた清水健太郎の芸能界復帰を手助けしたのも岡崎だった。

## 出演

### 映画
- 狼と豚と人間（1964年、東映、監督：深作欣二） - タケシ
- 散歩する霊柩車（1964年、東映） - 小倉民夫
- 孤独の賭け（1965年、東映） - 市田
- 無宿者仁義（1965年、東映） - 日比野弘
- 地獄の波止場（1965年、東映）- 露木二郎
- やくざGメン 明治暗黒街（1965年、東映） - 隼の五郎
- 流れ者仁義（1965年、東映）- 望月二郎
- あの雲に歌おう（1965年、東映） - 津田亮三
- おゝい、雲!（1965年、東映）- 主演・西条十郎
- 昭和残侠伝 唐獅子牡丹（1966年、東映） - 助川武
- 四畳半物語 娼婦しの（1966年、東映） - 杉村秀男
- 沓掛時次郎 遊侠一匹（1966年、東映） - 昌太郎
- 夜の青春シリーズ 赤い夜 光虫（1966年、東映）- 西清彦
- 続 浪曲子守唄（1967年、東映） - 川上
- 爆弾男といわれるあいつ（1967年、日活） - 深町健
- みな殺しの拳銃（1967年、日活） - 黒田三郎
- 関東刑務所帰り（1967年、日活）- 坂田石松
- 大幹部 無頼（1968年、日活）- 若林淳
- 女浮世風呂（1968年、青山プロ）- 太吉
- ある少女の告白 禁断の果実（1968年、日活）- 五宮
- 縄張はもらった（1968年、日活）- ジョージ
- 無頼 人斬り五郎（1968年、日活）- 石丸鉄男
- 地獄の破門状（1969年、日活）- 辰
- 夜の最前線　女狩り（1969年、日活） - カストロ
- 夜の最前線 東京女地図（1969年、日活）- 千秋
- 広域暴力 流血の縄張（1969年、日活） - 浦山三郎
- 藤田五郎の姐御（1969年、日活）- 紺野信次
- やくざ番外地（1969年、日活） - 金吾
- 涙でいいの（1969年、ピロ企画）- 安川銀次
- 朱鞘仁義 鉄火みだれ桜（1969年、日活）- 犬伏陽一
- 喧嘩博徒 地獄の花道（1969年、日活） - お役者隆次
- 朱鞘仁義 お命頂戴（1969年、日活）- 桐野考夫
- 嵐の勇者たち（1969年、日活）- 藤木
- 盛り場仁義 (1970年、日活）- 三田晋次
- 女の警察 国際線待合室（1970年、日活） - 三郎
- 斬り込み（1970年、日活） - 次郎
- 残酷おんな情死（1970年、日活） - 矢部栄次
- 花の特攻隊 あゝ戦友よ（1970年、日活）- 花沢
- 鮮血の記録（1970年、日活）- 高月二郎
- 野良猫ロック セックス・ハンター（1970年、日活） - 進
- トラ・トラ・トラ!（1970年、20世紀フォックス） - 赤城飛行士
- 野良猫ロック マシン・アニマル（1970年、日活） - サブ
- いちどは行きたい女風呂（1970年、日活）- 新子
- 女子学園シリーズ（1970年・1971年、日活）
  - 女子学園 悪い遊び（1970年）- 相良信太郎
  - 女子学園 ヤバい卒業（1970年） - 小石親分
  - 女子学園 おとなの遊び（1971年）- 杉本信太郎
- 夜の最前線東京（秘）地帯（1971年2月6日公開、日活） - 島吟一
- 喜劇･いじわる大障害（1971年3月20日公開、日活） - 主演・猪狩次郎
- 関東破門状（1971年7月3日公開、日活） - 中桐組組員 タケシ
- 極楽坊主（1971年7月31日公開、日活）- 桶井三休
- 不良少女 魔子（1971年8月25日公開、日活） - 洋次
- 高校生無頼控（1972年11月26日公開、東宝） - 武井洋介
- 高校生無頼控 感じるゥ〜ムラマサ（1973年6月23日公開、東宝） - 山本又二郎
- やくざ観音 情女仁義（1973年7月14日公開、日活） - 主演・阿弥陀清玄
- くの一忍法 観音開き（1976年2月14日公開、東映） - 風響之介
- 俺の空（1977年5月28日公開、東宝、原作マンガ：本宮ひろ志）- 野城金次
- 修羅の群れ（1984年11月17日公開、東映） - 川内三喜（出水辰雄の若衆）
- 最後の博徒（1985年11月16日公開、東映） - 菅田組 天尾洋志男
- 姐御（1988年11月9日公開、東映）- 吉野（ニムラ建設）
- 落陽（1992年9月15日公開、にっかつ） - 田中（玉井の部下）
- まむしの兄弟 （1997年11月22日公開、東映）- 大阪・万城組若頭
- 親分はイエス様（2001年9月1日公開、グルーヴコーポレーション） - 山政会 朝倉紳介
- 劇場版 首領への道（2003年3月1日公開、シュガーエンタープライズ） - 島田組若頭 広瀬辰男
- 新・空手バカ一代 格闘者（2003年3月28日公開、真樹プロダクション＝ウィザードピクチャーズ）
- 風雲児 長者番付に桃んだ男（2006年6月10日公開、AMC）
- 喰いしん坊!シリーズ （2007年・2008年公開、メディアワークス） - 丹下御前（帝王グループ総帥）
  - 喰いしん坊! 大喰い開眼篇（2007年）
  - 喰いしん坊! 2 大喰い苦闘篇（2007年）
  - 喰いしん坊!3 大喰い敵対篇（2008年）
  - 喰いしん坊!4 大喰い激闘篇（2008年）
- ヒットマン 明日への銃声（2014年、オールインエンタテインメント）- 松菱会会長 美好 ※兼原案
- シネマの天使（2015年11月7日公開、TCエンタテインメント） - 豊下[13]
- 9 〜ナイン〜（2018年2月17日公開、MIRAI） - 海藤武士（ボクシングジム会長）[14]
- 北風アウトサイダー（2022年2月11日公開、渋谷プロダクション、監督：崔哲浩） - 島田組組長
- 美男ペコパンと悪魔（2023年6月2日公開）
- Seven Yakuza - 羽田健一

### テレビドラマ
- 特別機動捜査隊（NET / 東映）
  - 第249話「乾いた海」（1966年）
  - 第255話「恐怖の25時間」（1966年）
  - 第276話「冷たい草原」（1967年）
- 銭形平次（CX / 東映）
  - 第22話「渡り鳥」（1966年） - 佐吉
  - 第52話「幻の二万両「渡り鳥」（1967年） - 菊之助
  - 第142話「三千両の恋」（1969年） - 専次
  - 第378話「あにいもうと」（1973年） - 英次郎
  - 第445話「でんでん太鼓」（1974年） - 佐吉
  - 第762話「娘せんせい奮斗記」（1981年） - 半沢市之丞
- ハレンチ学園 第21話「ガッポリかせごうの巻」（1971年、12ch / 日活）
- 火曜日の女シリーズ「幻の女」（1971年、NTV）
- 大江戸捜査網（12ch→TX / 日活→三船プロ）
  - 第32話「逃亡者の掟」（1971年） - 新助
  - 第94話「恐怖の街の暴れん坊」（1973年） - 権六
  - 第112話「十手は殺しの免許状」（1973年） - 仙太
  - 第136話「殺しを呼んだ御用金」（1974年） - 清吉
  - 第157話「初夜に消された恋女房」（1974年） - 新助
  - 第199話「傷だらけの復讐」（1975年） - 文造
  - 第224話「殺しの夜明け」（1976年） - 新太
  - 第311話「父子同心 復讐の子守唄」（1977年） - 石倉新助
  - 第354話「白昼に消えた死体の謎」（1978年） - 政吉
  - 第399話「鉄火芸者 涙の情け肌」（1979年） - 宗吉
  - 第412話「島帰りの父 涙の絶唱」（1979年） - 辰蔵
  - 第474話「明日を夢見る浮草の女」（1980年） - 巳之吉
  - 第620話「美女誘拐! 涙の居残り野郎」（1983年） - 銀次
- プレイガール（12ch / 東映）
  - 第147話「裏切り者は骨まで砕け」（1972年） - 松木
  - 第163話「覗きのライセンス」（1972年） - 速水
  - 第203話「女番長対プレイガール」（1973年） - 安西
  - 第256話「大雪原の裸地獄」（1974年） - 木原達夫
  - 第286話「私にさわると地獄行きよ」（1974年） - 西山伸次
- 子連れ狼（NTV / ユニオン映画）
  - 第1部 第1話「子貸し腕貸しつかまつる」（1973年） - 進藤弥七
  - 第2部 第12話「鐘役辻源七」（1974年） - 三平
- アイフル大作戦 第1話「特訓開始! 美女の殺し方」（1973年、TBS / 東映） - 久保
- 旗本退屈男 第16話「謎の献上水」（1973年、NET / 東映）
- 戦国ロック はぐれ牙 第3話「恨みの館に火を掛けろ」（1973年、CX / C.A.L）
- 必殺シリーズ（ABC / 松竹）
  - 助け人走る 第6話「上意大悲恋」（1973年） - 松平直康
  - 必殺仕業人 第25話「あんたこの毒手をどう思う」（1976年） - 彦三
  - 新・必殺仕置人 第29話「良縁無用」（1977年） - 細井弥一郎
  - 必殺からくり人・富嶽百景殺し旅 第9話「深川万年橋下」（1978年） - 本間左近
  - 必殺仕事人IV 第42話「加代 パン作りに挑戦する」（1984年） - 若年寄・志木
  - 必殺仕切人 第12話「もしも江戸が厳戒態勢に入ったら」（1984年） - 羽地
- 大河ドラマ（NHK）
  - 勝海舟（1974年） - 川南清兵衛
  - 信長 KING OF ZIPANGU（1992年） - 浅井政澄
- 非情のライセンス 第1シリーズ 第46話「兇悪のヘッドライト」（1974年、NET / 東映） - 紅村直樹
- 右門捕物帖 第5話「通り魔」（1974年、NET / 東映）
- 電撃!! ストラダ5 第9話「友よ美しく死ね!」（1974年、NET / 日活 / 萬年社） - ジョージ宮本
- 白い牙 第8話「刺客請負・有光洋介」（1974年、NTV / 大映テレビ） - 田島
- 事件狩り 第14話「若者よ、別れの時がきた!」（1974年、TBS / 大映テレビ）
- ぶらり信兵衛 道場破り 第46話「鍔鳴り浪人」（1974年、CX / 東映） - 安田平四郎
- ご存じ金さん捕物帳 第2話「恋ごころ出世纏」（1974年、NET / 東映） - 長次
- 闘え!ドラゴン 第19話「敵は最強太極拳!」（1974年、12ch / 宣弘社） - 旋風
- 夜明けの刑事 第18話「ウエディングドレスの秘密」（1975年、TBS / 大映テレビ）
- ザ★ゴリラ7 第3話「ハイジャック特攻作戦」（1975年、NET / 東映）
- 大都会シリーズ（NTV / 石原プロ）
  - 大都会 闘いの日々 第7話「おんなの殺意」（1976年） - 沢井健一
  - 大都会 PARTII 第8話「眼には眼を」（1977年） - 朝倉
- 隠し目付参上 第16話「怪談 濡れた死美女はすすり泣いたか」（1976年、MBS / 三船プロ） - 鹿野小次郎
- 水戸黄門（TBS / C.A.L）
  - 第2部 第2話「暗殺 -郡山-」（1970年10月5日）  - 瀧口裕之進
  - 第7部 第6話「武士道無明 -盛岡-」（1976年6月28日） - 沼森一之介
  - 第8部 第2話「駕籠屋になった助さん格さん -川崎-」（1977年7月25日） - 岩次郎
  - 第9部 第5話「黄門様のそっくりさん -仙台-」（1978年9月4日） - 天童隣之丞
  - 第10部 第6話「天下の怪盗光右衛門 -駿府-」（1979年9月17日） - 助三
  - 第11部 第18話「天晴れ早駈け勝ち名乗り -与板-」（1980年12月15日）- 香月昭三郎
  - 第12部 第27話「瞼の母娘にめぐる春 -江戸・水戸-」（1982年3月1日） - 稲葉征四郎
  - 第14部 第2話「悪を斬る! 白狐の剣 -郡山-」（1983年11月7日） - 田沢正之助
  - 第15部 第10話「嫁が支えた唐津焼 -唐津-」 （1985年4月1日） - 月岡菊馬
  - 第27部 第27話「恩を返した風来坊 -松井田-」（1999年9月20日） - 岩戸官兵衛
- お耳役秘帳 第21話「悪女・風の中」（1976年、KTV / 歌舞伎座テレビ） - 与三郎
- 快傑ズバット 第1話「さすらいは爆破のあとで」（1977年、12ch / 東映） - 飛鳥五郎
- 遠山の金さん（ANB / 東映）
  - 第1シリーズ 第87話「お白洲で実った恋」（1977年）-沼田亀之助
  - 第2シリーズ 第23話「炎の罠から消えた女」（1979年） - 和三郎
- 人形佐七捕物帳 第32話「十手に含めた因果」（1977年、ANB / 東映） - 伊三郎
- 大追跡 第4話「首領を撃て」（1978年、NTV / 東宝）
- 大岡越前（TBS / C.A.L）
  - 第5部 第3話「欲しかった思い遣り」（1978年2月20日） - 真田次郎
  - 第9部 第20話「見えぬ目が見た真犯人」（1986年3月10日） - 水野京之進
- 暴れん坊将軍（ANB / 東映）
  - 吉宗評判記 暴れん坊将軍
    - 第22話「天下を支える友情」（1978年） - 遠藤剛之進
    - 第139話「口説いた相手が悪かった」（1980年） - 宗方栄之進
    - 第175話「百万石の冷飯くらい」（1981年） - 工藤一角

  - 暴れん坊将軍II
    - 第23話「美女三千! 呪われた大奥」（1983年） - 戸田若狭守
    - 第34話「犬も喰わないめ組の喧嘩!?」（1983年） - 工藤
    - 第186話「友情! 決死の砂丘脱出」（1987年） - 亀井長政
- 風鈴捕物帳 第9話「父娘を結ぶ銀の駒」（1978年、ANB / 東映）
- 新五捕物帳 第52話「裏切られた女」（1978年、NTV / ユニオン映画）- 京紅屋手代・弥助（御店荒らしの盗っ人）
- 土曜グランド劇場 / 熱中時代 刑事編 第15話「紫色の熱中刑事」（1979年、NTV / ユニオン映画） - ジミー
- 鉄道公安官 第22話「山口線・SL大追跡」（1979年、ANB / 東映） - 高山正夫
- 大空港 第64話「戦慄のダブルハイジャック 706便危機一発!!」（1979年、CX / 松竹） - 中島アキラ
- ミラクルガール 第2話「パンダ爆撃3億円の照準」（1980年、12ch / 東映）
- 西部警察シリーズ（ANB / 石原プロ）
  - 西部警察
    - 第36話「燃える導火線」（1980年） - 坂田恒雄
    - 第80話「闇に響く銃声」（1981年） - 前島(弟) / 前島猛(兄) ※一人二役

  - 西部警察 PART-II 第9話「罠」（1982年） - 根来刑事（東部署）
  - 西部警察 PART-III 第25話「長いお別れ」（1983年） - 佐久間（岡本源三の手下）
- ザ・ハングマンシリーズ（ABC / 松竹芸能）
  - ザ・ハングマン 燃える事件簿 第6話「オオカミ達の変奏曲」（1980年） - 浜崎明彦
  - ザ・ハングマンII 第5話「結婚殺人の甘い汁」（1982年） - 荒井常夫
- 裸の大将放浪記 第7話「青い目の涙だったので」（1981年、KTV / 東阪企画） - 倉岡
- 警視庁殺人課 第13話「空港ホテル殺人事件・浴槽に浮かぶ美女」（1981年、ANB / 東映）
- 文吾捕物帳 第16話「乳房の別れ」（1982年、ANB / 三船プロ）
- 眠狂四郎無頼控 第10話「仇討無惨! 秘めた出生の謎」（1983年、TX） - 佐久間経之助
- ザ・サスペンス / 回転ドアの女（1984年、TBS）
- 特捜最前線 第358話「単身赴任殺人事件!」（1984年、ANB / 東映）
- 太陽にほえろ!（1985年、NTV / 東宝）
  - 第648話「検視官ドック」 - 関（警視庁鑑識課）
  - 第675話「死にゆく女のために」 - 田山
- 夏樹静子サスペンス / 独り旅（1986年、KTV / 東海映画社）
- 長七郎江戸日記 第1シリーズ SP6「風雲! 旗本奴と町奴」（1986年、NTV / ユニオン映画） - 左平次
- 金曜女のドラマスペシャル / 山村美紗サスペンス 小野小町殺人事件（1986年、CX）
- 火曜サスペンス劇場 / 海の道（1999年、NTV）
- 鬼平犯科帳 第9シリーズ 第5話「闇の果て」（2001年、CX / 松竹） - 渡辺八郎
- 八丁堀の七人 第3シリーズ 第1話「対決! 北町の剃刀vs南町の狼」（2002年、ANB / 東映）
- 相棒 season2 第9話「少年と金貨」（2003年、EX / 東映） - 田淵俊夫

### Vシネマ
- 花のおんな相撲（1996年、クリエイティブマップ）
- 極道競馬 がぶノミ荒矢（1997年、ウエストブリッジ） - 新宿南警察署 署長 ※友情出演
- 真・雀鬼3／東西麻雀決戦 (1999年、竹書房） - 渡辺誠作（西村弘光の師匠）
- 七人のスロッター（2000年、ミュージアム） - 沢村グループ会長（瑞穂の父） ※特別出演
- 的中王 無敵のWAVE理論（2000年、ミュージアム） - 社長 ※特別出演
- 首領への道（2001年、2004年、GPミュージアム）
  - 首領への道13・14（2001年） - 名古屋 俊堂組若頭 唐沢秀樹
  - 首領への道・外伝 白虎会見参（2004年）- 白虎会会長 城崎虎男
- 実録・北海道やくざ戦争 逆縁（2001年、ミュージアム）
- 実録・鉄砲玉 平成二年大阪 山羽抗争勃発（2001年、ミュージアム） - 組長
- 実録・絶縁（2001年、ミュージアム） - 権藤組舎弟 羽山組組長 羽山守一
  - 実録・絶緑 完結篇（2001年）
- 実録・山陽道やくざ戦争 手打ち破り（2001年、プレイビル・ドータサービス） - 関西親睦会加盟 二代目貴山会会長 神山裕樹
- 闇の天使〜DREAM  ANGEL（2001年、ケイエスエス）
- 愛が泣いている さすらい（2001年（DVD）、監督・脚本・出演：村西とおる）※清水健太郎・本郷直樹と共演。
- 女雀龍伝2 流血編（2002年、カレス・コミュニケーションズ） - 竹内会会長 ※特別出演
- 実録・鯨道11 広島ヤクザの終焉 斬侠（2002年、GPミュージアムソフト）
- 実録・鯨道13 広島任侠伝 美熊幸三（2002年、プレイビル・ドータサービス）
- 示談屋 龍次（2002年、松竹ホームビデオ）
- 実録・九州やくざ抗争史 LB熊本刑務所 外伝 侠友よ（2002年、GPミュージアム）- 広島 山岡会会長 山岡幸一
- 実録・大阪やくざ戦争 報復（2002年、GPミュージアムソフト）全2作 - 関西親睦会 姫路 二代目貴山会会長 神山裕樹
  - 実録・大阪やくざ戦争 報復 完結編（2002年、GPミュージアムソフト）
- 実録・史上最大の抗争 義絶状（2002年8月、GPミュージアム） - 三代目山王会舎弟 中尾組組長 中尾礼一
  - 実録・史上最大の抗争 義絶状2（2002年10月、GPミュージアム） - 丸和会最高顧問 中尾組組長 中尾礼一
- 本気!22  激闘編（2002年、日本映像）
- 修羅の群れ 第3部（2002年、ミュージアム・ピクチャーズ） - 山賀組組長代行→正和会会長 山崎宏
- 実録 義戦 初代侠道会々長・森田幸吉伝2002年、オールインエンタテインメント） - 太田正心（教誨師）
  - 実録 義戦III 初代侠道会々長・森田幸吉伝 〜ヤクザの鎮魂歌〜（2002年）
  - 実録 義戦IV 初代侠道会会長・森田幸吉伝 〜ヤクザの咆哮〜（2002年）
- 実録・義戦 高松ヤクザ戦争（2003年） - 西本勝幸
- 実録 みちのく抗争 死守りの盃（2003年、GPミュージアムソフト） - 阿藤会総長 阿藤悟一
- やくざの憲法 赤字破門（2003年、GPミュージアムソフト） - 坂口組幹部加根倉組組長 加根倉義明
- 実録・義戦 〜高松やくざ戦争〜（2003年プレイビル・ドータサービス）- 西本勝幸
- 実録・山陽道やくざ戦争 覇道（2003年、プレイビル・ドータサービス）
- 実録・竹中正久の生涯 荒らぶる獅子（2003年、GPミュージアム） - 三代目山賀組舎弟 高原会会長 高原政雄
- 実録・名古屋やくざ戦争 統一への道 完結編（2004年、村上劇画プロ） - 大瀬戸一家総裁 渡来敬一郎
- 実録・広島四代目（2004年、GPミュージアムソフト） - 浅野組組長 浅野眞一
- 新・日本の首領1ｰ3（2004年、GPミュージアム） - 辰野会直参松野組組長 松野修造
- 修羅の門1,2（2005年、村上和彦映像化100本記念作品） - 二代目大政組若頭 赤垣組組長 赤垣常雄
- 龍神 LEGENDARY DRAGON（2005年、クリエイト21）全2作 - 関東 東神会総裁 嘉納采造
- 実録・不退の松葉（2005年、GPミュージアムソフト） - 主演・関根組組長 関根賢
- 武闘派極道史 竹中組 組長邸襲撃事件（2005年、GPミュージアムソフト） - 正和会会長 山城剛志
- 誇り高き野望（2005年、アネック） - 森田組 池島弥吉
- 首領がゆく1,3（2006年、オールインエンタテインメント） - 明聖会理事長根津組組長 根津恭太郎
- 実録・東声会 初代・町井久之 暗黒の首領（2006年、オールインエンタテインメント） - 真道会系の会長
- 実録九州やくざ抗争 誠への道（2006年、ミュージアム） - 初代雄仁会幹事長 松葉誠次郎（→二代目雄仁会会長）
- 修羅の血涙（2007年、GPミュージアムソフト） - 山岡連合会 桂組組長 桂伸太郎
- 極道の紋章2（2007年、オールインエンタテインメント） - 関東睦会副会長 殉国烈士会会長 玉本軍平
- 実録・国粋 竜侠（2007年、GPミュージアムソフト）全2作 - 生江一家総長 六代目篠崎組組長 篠崎縫殿之助
- 実録・手打ち破り（2007年、GPミュージアムソフト） - 正和会加茂組内橋爪組組長 橋爪勝治
- 龍司〜K（キング）１を目指した男〜（2007年、オールインエンタテインメント）
- 関西極道 流血の抗争史 侠客の刃編 哀愁の刃編（2008年、GPミュージアムソフト）全2作 - 中島重蔵（刀鍛冶）
- 実録・銀座警察 義侠 完結編（2008年、GPミュージアムソフト） - 港橋一家三代目総長 安宅重兵衛
- 修羅之魂 侠客立志編（2008年、GPミュージアムソフト） - 井之上辰夫（孝彦の父）
- 千年の松（2008年、GPミュージアムソフト） - 松葉会上州大久保一家九代目総長 中島豊吉
- 新・首領への道1 - 3（2008年、GPミュージアムソフト） - 太刀川組組長 太刀川軍治
  - 新・首領への道4（2009年） - 太鶴連合会総裁 太刀川軍治
- 稲穂の無頼 死闘の果て 完結編（2009年、GPミュージアムソフト） - 富松組組長 富松寿之
- ヤクザ大辞典（2009年、GPミュージアムソフト） - 吉虎組組長 大吉虎雄
- 九州激動の1520日 新・誠への道（2009年、GPミュージアムソフト） - 二代目雄仁会会長 松葉誠次郎
- 修羅の統一（2009年、GPミュージアムソフト） - 銀城会稲村一家副理事長 朝隅組組長 朝隅興大
- 標的 TARGET（2009年、オールインエンタテインメント） - 藤原
- 実録・ヤクザの戦場〜侠の終章〜（2009年、オールインエンタテインメント）
- 白竜7・8（2009年・2010年、ケイエスエス） - 清流一家総長 船曳宗蔵
  - 白竜7〜白竜暗殺計画〜（2009年）
  - 白竜8〜六本木侵攻〜（2010年）
- バウンティハンター（2011年、GPミュージアムソフト） - 光村総合病院 院長
- 不動（2011年、GPミュージアムソフト）全2作 - 関東木曜会会長・四代目山城組組長 剛野重太
- 修羅の覇道 完結編（2011年、GPミュージアムソフト） - 六代目眞皇会会長補佐 四代目明智一家総長 野沢重樹
- 罪と罰（2011年、東映ビデオ）
- アウトローズ（2011年、GPミュージアムソフト）
- 修羅の花道（2012年、オールインエンタテインメント） - 稲村角二
- 仁義の戦い（2012年、GPミュージアム） - 三代目神宮会板倉組組長
- 新宿狼(ウルフ)（2012年、オールインエンタテインメント） - 北声会会長 大仁田哲郎
- 傷だらけの侠達（2012年、オールインエンタテインメント） - 三代目山賀組若頭 谷健組組長 谷本健一
- 首領の道1-5, 14, 15（2012年,2015年、オールインエンタテインメント） - 二代目連城組組長 連城惣一
- 激動の疵（2012年、オールインエンタテインメント） - 関東 シラカワ会舎弟頭 オクダ組長
- 極道の紋章16 17 18 19（2012年、オールインエンタテインメント） - 関東睦会副会長 殉国烈士会会長 玉本軍平
- 日本犯罪史 飼育の罠 （2013年、オールイン エンタテインメント） - 主演・佐藤キヨシ（謎の男）
- 分裂（2013年、オールインエンタテインメント） - 金子組組長 金子蔵之介
- 血塗れの報復（2013年、オールインエンタテインメント） - 山神組但馬会初代会長 ワタセ ※特別出演
- 獅子の復讐（2013年、オールインエンタテインメント） - 太陽警備保障代表取締役 坂元高史（神奈川県警OB）
- 日本統一1ｰ3（2013年、オールインエンタテインメント） - 上田組組長 上田秀次　
  - 日本統一1（2013年8月）- 初代侠和会若頭補佐
  - 日本統一2（2013年10月） - 二代目侠和会最高顧問
  - 日本統一3（2013年12月） - 京都 信闘会理事長
- 極道の教典1-5（2014年、オールインエンタテインメント）全5作 - 三上組組長
- 盃外交（2014年、オールインエンタテインメント） - 黒崎組組長 川島誠治郎
- 修羅の伝承 荒ぶる凶犬（2014年、オールインエンタテインメント） - 虎誠会会長 高城
- 関東極道連合会 第一章（2014年、オールインエンタテインメント） - 三代目山藤組組長 華岡タツオ
  - 関東極道連合会 第四章（2015年）
- 日本やくざ抗争史 関東城北戦争（2014年、オールインエンタテインメント） - 明倫連合会長
- 新・極道の紋章3 - 8（2014年 - 2016年、オールインエンタテインメント） - 守刀組組長 オオトリヤスヒコ
- 制覇2（2015年、オールインエンタテインメント） - 三代目難波組組長 田崎剛
- 裏社会の男たち（2015年、オールインエンタテインメント） - W・R・C相談役 佐久間
- 三代目代行4（2015年、オールインエンタテインメント） - 巴一家総長 巴健太郎
- 日本やくざ抗争史 広島抗争 2（2015年、オールインエンタテインメント）
- 修羅の分裂（2015年、オールインエンタテインメント） - 西山会 高橋元信
  - 修羅の分裂（2015年11月） - 西山会若頭
  - 修羅の分裂 完結編（2015年12月） - 二代目西山会会長
- CONFLICT 〜最大の抗争〜 1 2（2016年、オールインエンタテインメント） - 元・経済産業大臣 正岡茂治
- 東京やくざ抗争（2016年、オールインエンタテインメント） - 憂士会二代目会長
- 制覇8（2016年、オールインエンタテインメント） - 姫路 葛西組組長 葛西範行
- 首都抗争（2017年、オールインエンタテインメント） - 武田一家舎弟頭 宮村正
- 頂点(てっぺん)（2017年、オールインエンタテインメント） - 大西組組長 大西武信
- 極道天下布武1・2・3（2017年、オールインエンタテインメント） - 織木組舎弟頭 平子組組長 平子政秀
- 極道黙示録 第三章（2018年、オールインエンタテインメント） - 上白倉庫の会長 上白惣二朗
- 外道憤砕（2018年、オールインエンタテインメント） - 龍文字一家 長谷部組組長 長谷部
- 任侠哀歌(エレジー)（2018年、オールインエンタテインメント） - 冠辺経済研究所 冠辺タクゾウ（総会屋 / 黒崎広志の師匠）
- 侠の絆 1・2（2018年、オールインエンタテインメント） - 岩井組組長 岩井剣龍
- 日本極道戦争1・2（2019年、オールインエンタテインメント） - 木田財閥総帥 木田幸助

### バラエティ
- クイズ!脳ベルSHOW（2018年5月14日、BSフジ）

### CM・広告
- 総合建設業 株式会社長沼組（2020年）

## 企画
- 千年の松（2009年発売、主演：白竜）全2作 企画総指揮
- 仁義の戦い（2012年7月20日発売、主演：波岡一喜）企画
- ヒットマン 明日への銃声（2014年1月4日公開、主演：亀田大毅）原案・企画総指揮

## ディスコグラフィ
7インチEP
| リリース | タイトル                     | カップリング       | レーベル             | 品番     |
| -------- | ---------------------------- | ------------------ | -------------------- | -------- |
| 1972年   | 明日に賭けよう               | かもめの墓         | WARNER BROS. RECORDS | L-1083W  |
| 1980年   | 酔いがさめたらマッチがひとつ | 十年今日もコップ酒 | Toshiba RECORDS      | TP-10746 |
| 1986年   | 男が泣ける                   | 玄界灘の虎         | COLUMBIA             | AH-721   |